# Polski Świętów
Polski Świętów (deutsch Alt Wette, bis 1925 Polnisch Wette) ist eine Ortschaft der Landgemeinde Głuchołazy (Ziegenhals) in Polen. Sie liegt im Powiat Nyski (Kreis Neisse) in der Woiwodschaft Oppeln.

## Geographie

### Geographische Lage
Das Straßendorf Polski Świętów liegt im Südwesten der historischen Region Oberschlesien. Der Ort liegt etwa neun Kilometer nördlich des Gemeindesitzes Głuchołazy (Ziegenhals), etwa 12 Kilometer südlich der Kreisstadt Nysa und etwa 65 Kilometer südwestlich der Woiwodschaftshauptstadt Opole.
Der Ort liegt in der Nizina Śląska  (Schlesische Tiefebene) innerhalb der Płaskowyż Głubczycki (Leobschützer Lößhügelland). Polski Świętów liegt am rechten Ufer der Biała Głuchołaska (Ziegenhalser Biele). Der Ort liegt an der Kędzierzyn-Koźle–Nysa sowie an der Woiwodschaftsstraße Droga wojewódzka 411.

### Nachbarorte
Nachbarorte von Polski Świętów sind im Norden Przełęk (Preiland), im Süden Nowy Świętów (Deutsch Wette) sowie im Westen Markowice (Markersdorf).

## Geschichte

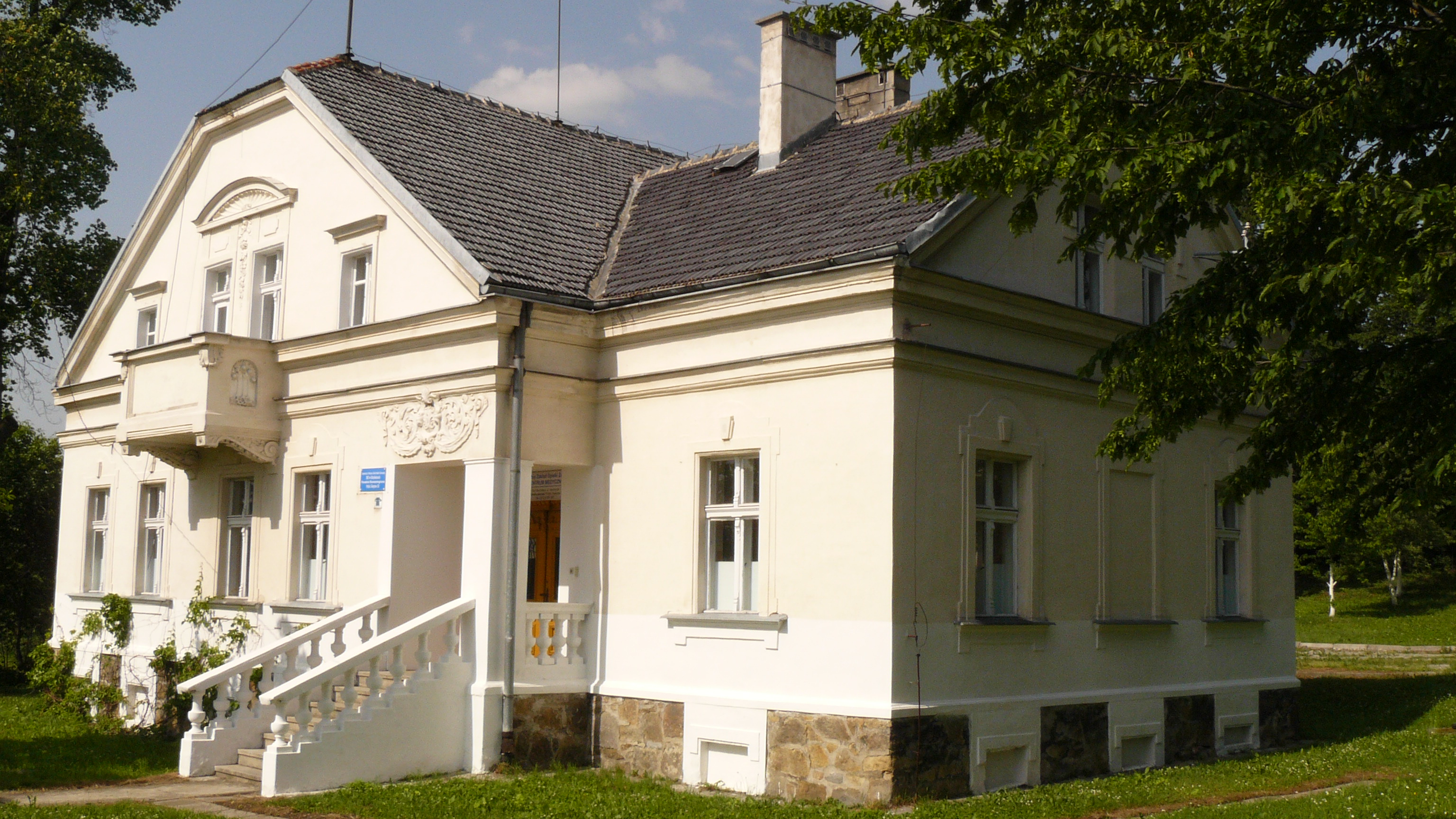
Gutshaus

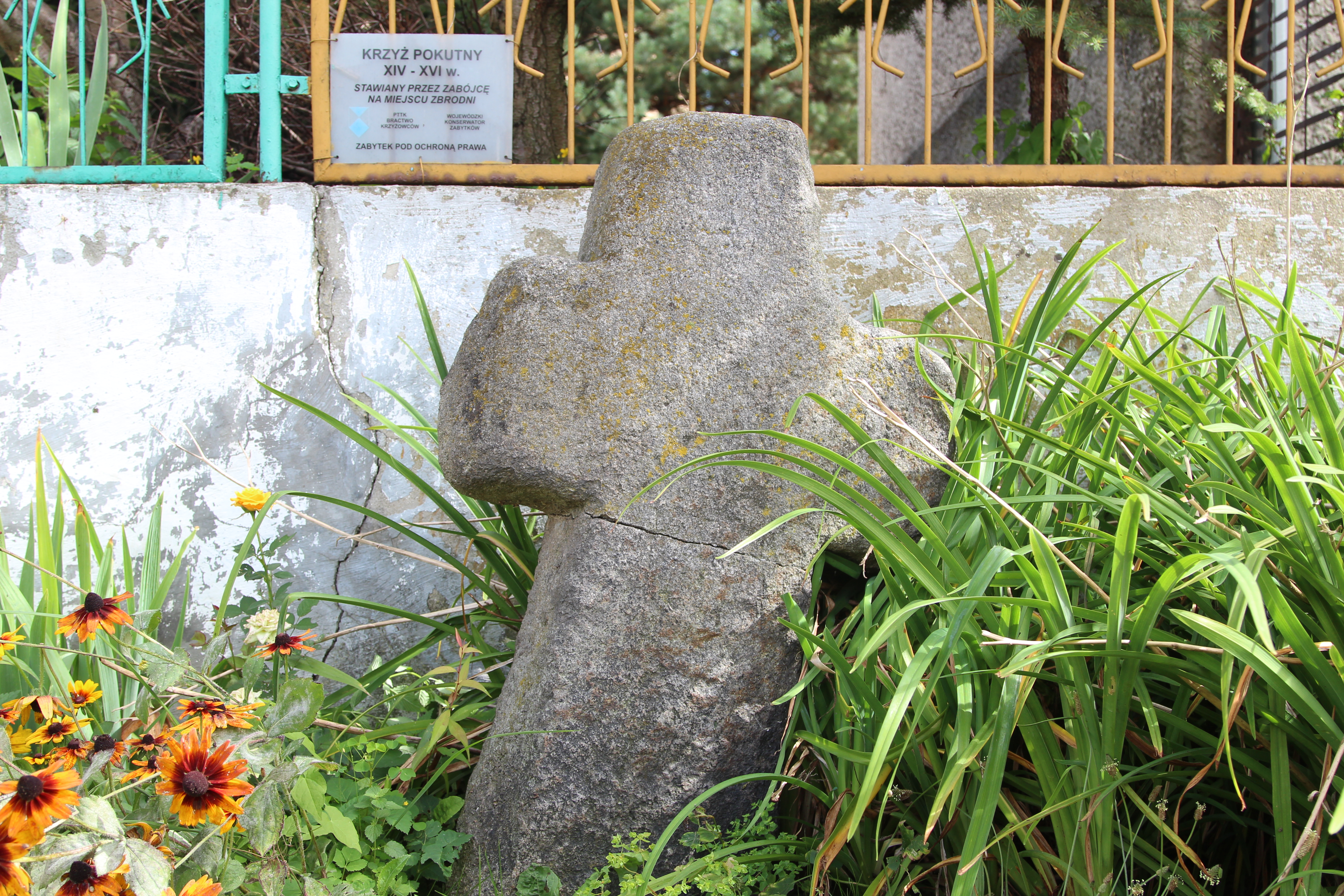
Sühnekreuz

Das Dorf wurde 1284 erstmals als Duo Swatow erstmals urkundlich erwähnt. In der Liber fundationis episcopatus Vratislaviensis aus den Jahren 1295–1305 wird der Ort als „Swethow polonicum“ erwähnt. 1371 erfolgte eine Erwähnung des Ortes als Swetow polon. sowie 1406 als Düczswtow.
Für 1731 sind die Namen Swelow polonica sowie Polonoswede überliefert. Nach dem Ersten Schlesischen Krieg 1742 fiel Polnisch Wette mit dem größten Teil Schlesiens an Preußen.
Nach der Neuorganisation der Provinz Schlesien gehörte die Landgemeinde Polnisch Wette ab 1816 zum Landkreis Neisse im Regierungsbezirk Oppeln. 1837 erhielt der Ort ein neues Schulgebäude. 1845 bestanden im Dorf eine katholische Pfarrkirche, eine katholische Schule, eine Försterei und 91 weitere Häuser. Im gleichen Jahr lebten in Polnisch Wette 633 Menschen, davon drei evangelisch. 1855 lebten 622 Menschen im Ort. 1865 bestanden im Ort 17 Bauer-, 24 Gärtner- und 37 Häuslerstellen sowie zwei Mühlen und eine Branntweinfabrik. Die katholische Schule wurde im gleichen Jahr von 214 Schülern besucht. 1874 wurde der Amtsbezirk Polnisch Wette gegründet, welcher aus den Landgemeinden Dürr Kamitz, Markersdorf und Polnisch Wette und den Gutsbezirken Dürr Kamitz und Polnisch Wette bestand. Erster Amtsvorsteher war der Dr. med. Bilzer. 1885 zählte Polnisch Wette 664 Einwohner.
Bernhard Stull, der Pfarrer in Polnisch-Wette, war für die Zentrumspartei Mitglied des preußischen Abgeordnetenhauses. 
Am 26. Mai 1925 wurde die Landgemeinde Polnisch Wette in Alt Wette umbenannt. 1933 lebten in Alt Wette 596 und 1939 587 Menschen. Bis 1945 befand sich der Ort im Landkreis Neisse.
1945 kam Alt Wette unter polnische Verwaltung und wurde in Polski Świętów umbenannt. Ab 1950 gehörte es zur Woiwodschaft Oppeln und ab 1999 zum wiedergegründeten Powiat Nyski.

## Sehenswürdigkeiten
- Die römisch-katholische Johannes-der-Täufer-Kirche (poln. Kościół św. Jana Chrzciciela) wurde bereits im Jahr 1302 erwähnt. Der heutige Bau stammt größtenteils aus dem 17. Jahrhundert. Umgeben ist die Kirche von einer steinernen Mauer aus dem 14. Jahrhundert.[8] Das Kirchengebäude steht seit 1966 unter Denkmalschutz.[9]
- Pfarrhaus aus dem 18. Jahrhundert[8]
- Kapelle aus dem 19. Jahrhundert[8]
- Steinerne Kapelle – 1704 errichtet[8]
- Gutshaus – 1800 errichtet[8]
- Sühnekreuz
- Wegkapelle (1704)

## Persönlichkeiten
- Max Schwobe (1874–1955), Landwirt und Politiker